# Acacia brachyclada
Acacia brachyclada är en ärtväxtart som beskrevs av William Vincent Fitzgerald. Acacia brachyclada ingår i släktet akacior, och familjen ärtväxter. Inga underarter finns listade i Catalogue of Life.